# George Botterill
George Steven Botterill (nascut a Bradford (West Yorkshire) el 8 de gener de 1949) és un filòsof, escriptor i jugador d'escacs britànic, que té el títol de Mestre Internacional des de 1978.
Tot i que està inactiu almenys des de 1990, a la llista d'Elo de la FIDE de març de 2013, hi tenia un Elo de 2360 punts, cosa que en feia el jugador número 4 de Gal·les.

## Biografia i resultats destacats en competició
Botterill va aprendre a jugar als escacs als set anys. Des de 1969 a 1972 va jugar per l'equip de la Universitat d'Oxford, i va esdevenir un dels millors jugadors britànics joves. El 1971 va guanyar el torneig Slater Young Masters a Hastings, i a Hastings 1971/2 hi fou el jugador britànic que més puntuà, amb 6/15 punts. Botterill guanyà el Campionat de la Gran Bretanya de 1974 a Clacton, en vèncer el play-off a Llanelli (Gal·les) per mig punt d'avantatge sobre William Hartston després d'un empat a set. Els anys 1975 i 1976 va participar en les dues primeres edicions de The Master Game, programa d'escacs de la BBC. El 1977 va guanyar el seu segon Campionat Britànic, aquest cop en solitari.
El 1973 va guanyar el Campionat de Gal·les (ex aequo). El 1974 va esdevenir professor de filosofia a la Universitat de Gal·les a Aberystwyth, i va començar a jugar internacionalment per l'equip de Gal·les. En el grup preliminar del Campionat d'Europa per equips, hi va marcar 1½-½ contra el primer tauler neerlandès Jan Timman i 1-1 contra el primer tauler anglès Hartston. Botterill va jugar també al primer tauler de Gal·les a l'Olimpíada d'escacs de 1976. Prèviament havia representat Anglaterra al Campionat del món d'estudiants i al Campionat d'Europa per equips de 1973.
Botterill és més conegut com a escriptor d'escacs, i en particular per les seves contribucions a les obertures d'escacs conjuntament amb Raymond Keene: The Modern Defence (Londres 1973) i The Pirc Defence (Londres 1974). Actualment dona conferències com a professor de filosofia a la Universitat de Sheffield.